# Pine River (Minnesota)
Pine River è una città degli Stati Uniti d'America, situata in Minnesota, nella contea di Cass.